# Раббі (провінція Тренто)
Раббі (італ. Rabbi) — муніципалітет в Італії, у регіоні Трентіно-Альто-Адідже,  провінція Тренто.
Раббі розташоване на відстані близько 520 км на північ від Рима, 45 км на північний захід від Тренто.
Населення — 1384 особи (2014).
Покровитель — San Bernardo.

## Демографія
Населення за роками:

Станом на 1 січня 2023 року в муніципалітеті офіційно проживало 26 іноземців з 7 країн, серед них 16 громадян країн Євросоюзу.

## Сусідні муніципалітети
- Брезімо
- Коммеццадура
- Мале
- Мартелло
- Меццана
- Пеїо
- Пелліццано
- Ультімо